# ジョエル＝ピーター・ウィトキン
ジョエル＝ピーター・ウィトキン（Joel-Peter Witkin, 1939年9月13日 - ）は、アメリカ合衆国の写真家。

## 経歴
ニューヨーク市ブルックリン区で、ユダヤ人である父親とローマ・カトリック教会の母親との間に生まれた。写実主義画家のジェローム・ウィトキンは双子の兄弟にあたる。しかし両親は、ウィトキンが若かった頃、宗教上の違いを超えることができず離婚した。ウィトキンはブルックリンのSt. Cecelia's grammar school、Grover Cleveland High Schoolを卒業し、1961年から1964年のベトナム戦争期間中、戦場写真家として働いた。1967年、フリーランスの写真家となり、それからCity Walls Inc.の公式カメラマンとなった。その後、ニューヨークのクーパー・ユニオン（Cooper Union）に入学し、彫刻を学び、1974年には学士号（Bachelor of Arts）を取得した。コロンビア大学から奨学金を得て、アルバカーキ市のニューメキシコ大学（University of New Mexico）に学び、そこで美術修士（Master of Fine Arts）となった。

## 影響とテーマ
ウィトキンは自己の想像力と感性は、子供の頃、家の前で起こった交通事故で少女の首が切断されたのを見たことに影響されたと語っている。
さらにウィトキンは家族の揉め事も自分の仕事に影響したと語っている。
ウィトキンの好きな画家はジョットだが、作品に最も影響を与えているものは、シュルレアリスム（とくにマックス・エルンスト）とバロック美術であることは明らかだ。撮影技法に関しては初期のダゲレオタイプならびにE・J・ベロック（E. J. Bellocq）の作品から学んでいる。
ウィトキンの作品は「死」、「死体（またはその部分）」、「小人症・性転換・半陰陽・身体的障害者などさまざまなアウトサイダー」といったテーマを扱っている。ウィトキンの倒錯した活人画がしばしば有名な古典絵画の宗教的エピソードを彷彿とさせるのは、その写真のトランスグレッシブ・アート（Transgressive art）的な性質のせいで、ウィトキンの作品は搾取という烙印を押され、時には世論に衝撃（Shock value）を与えた。ウィトキンの芸術は挑発的であるゆえに、社会から無視されることが多かった。
ウィトキンは写真制作の物理的プロセスに対して、高い直観的なアプローチを使っていて、その中には、ネガフィルムに傷をつけたり、プリントを漂白あるいは色調変換、薬品の中に手を入れる焼き付け技法などが含まれる。この実験は、ある女性とフレームから傷をつけられた元恋人の写った19世紀のアンブロタイプ写真（Ambrotype。コロジオン湿板写真とも）を見てから始められた。